# Walerija Barsowa
Walerija Władimirowna Barsowa, właśc. Walerija Władimirowna Władimirowa (ur. 1 czerwca?/13 czerwca 1892 w Astrachaniu, zm. 13 grudnia 1967 w Soczi) – rosyjska i radziecka śpiewaczka operowa i operetkowa (typ głosu – sopran koloraturowy), nauczycielka, działaczka społeczna. Laureatka Nagrody Stalinowskiej pierwszego stopnia (1941). Ludowa Artystka ZSRR z 1937 roku.

## Życiorys
Urodziła się w Astrachaniu jako córka pracownika drukarni.
Uczyła się śpiewu wraz ze swoją siostrą Mariją Władimirowną Władimirową (1879–1965), śpiewaczką operową (również sopranistką), solistką Teatru Maryjskiego (1911–1916), wykładowcą w Konserwatorium Moskiewskim od 1925 r. (w 1939 została tam profesorem, w 1945 została uhonorowana nagrodą Honorowej Artystki RSFSR).
Studiowała w Astrachańskim College'u Muzycznym (obecnie Astrachański College Muzyczny im. M.P. Musorgskiego). Lekcje śpiewu pobierała w Kałudze u Iriny Jakowlewnej Konszyny. W 1919 roku ukończyła Konserwatorium Moskiewskie w klasie fortepianu (u A.A. Jaroszewskiego, a następnie u A.P. Ostrowskiej) i śpiewu solowego (u Umberto Mazettiego). Podczas nauki w konserwatorium sama udzielała prywatnych lekcji, będąc nauczycielką w szkole podstawowej.
Od 1915 roku grała w miniaturach na scenie teatru kabaretowego w Moskwie.
Po raz pierwszy pojawiła się na scenie operowej w 1917 roku w Teatrze Operowym Zimina. W 1919 roku wystąpiła na scenie Teatru Artystycznego Związku Edukacyjnego Organizacji Robotniczych. W tym samym roku wraz z Fiodorem Szalapinem zaśpiewała w operze pt. Cyrulik sewilski Gioacchino Rossiniego.
W latach 1920–1947 była solistką w Teatrze Bolszoj w Moskwie. Debiutowała tam rolą Rosiny w Cyruliku sewilskim.
W tym samym czasie w latach 1920–1924 śpiewała w studiu operowym Teatru Bolszoj pod okiem Konstantina Stanisławskiego oraz studiu muzycznym Moskiewskiego Akademickiego Teatru Artystycznego pod kierunkiem Władimira Niemirowicza-Danczenki (obecnie Moskiewski Akademicki Teatr Muzyczny imienia Stanisławskiego i Niemirowicza-Danczenki). Zagrała tam między innymi rolę Cleretty w operetce „Córka Madame Argo” Charlesa Lecocqa.
Występowała również jako piosenkarka kameralna. Jej repertuar obejmuje blisko 600 różnych dzieł kompozytorów z różnych epok i krajów: arie z oper narodowych i zachodnioeuropejskich, rosyjską lirykę wokalną, utwory kompozytorów radzieckich oraz pieśni ludowe (rosyjskie, ukraińskie, czeskie, angielskie, szkockie, irlandzkie, norweskie, hiszpańskie, greckie).
Od 1929 roku koncertowała za granicą (Niemcy, Wielka Brytania, Turcja, Polska, Jugosławia, Bułgaria).
W latach 1950–1953 wykładała w Konserwatorium Moskiewskim (w 1952 została tu profesorem).
Członek Najwyższej Rady RSFSR I kadencji (1938–1946), od 1947 w Radzie Miasta Moskwy. Przez 30 lat była przewodniczącą prezydium zarządu w Centralnym Domu Artystów. Zajmowała stanowiska kierownicze w studiu operowym Teatru Bolszoj, zasiadała w prezydium Ogólnozwiązkowego Stowarzyszenia na rzecz Stosunków Kulturalnych z Zagranicą.
Członek Komunistycznej Partii Związku Radzieckiego od 1940 roku.
W 1947 w Soczi przy ulicy Czernomorskiej zbudowała daczę z zamiarem otwarcia w niej studia operowego i wokalnego. W latach 1947–1967 często odwiedzała to miasto, mieszkała tu przez kilka miesięcy w roku, uczestniczyła w życiu publicznym i kulturalnym kurortu, była członkiem Rady Sztuki Filharmonii w Soczi, jednocześnie angażując się w działalność wokalną i pedagogiczną.
Walerija Barsowa zmarła 13 grudnia 1967 w Soczi.

## Nagrody i wyróżnienia
- Ludowa Artystka ZSRR[4] (1937)
- Nagroda Stalinowska pierwszego stopnia (1941) – za wybitne osiągnięcia w dziedzinie sztuki teatralnej i wokalnej[3]
- Order Lenina (1937)
- Order Czerwonego Sztandaru Pracy (1951)
- Medal „Za ofiarną pracę w Wielkiej Wojnie Ojczyźnianej 1941–1945
- Medal „W upamiętnieniu 800-lecia Moskwy”

## Upamiętnienie
- Jej imieniem nazwano krater na Wenus i jedną z ulic w Astrachaniu
- W jej rodzinnym mieście odbywają się Międzynarodowe Festiwale Muzyczne im. Walerii Barsowej i Marii Maksakowej.
- W 1988 w jej domu otwarto Daczę-Muzeum Artystki Ludowej ZSRR Walerii Barsowej. Jest to Oddział Muzeum Historii Soczi.